# Sé (Angra do Heroísmo)
Pour les articles homonymes, voir Sé.
Sé est une ville et municipalité d'Angra do Heroísmo, sur l'île de Terceira dans la région autonome des Açores, avec une superficie de 1,84 km2,.

## Histoire
La paroisse est la première des paroisses de la ville d'Angra do Heroísmo à être structurée, correspondant initialement à un vaste territoire qui s'étendait de Cruz das Cinco à Atalaia et au centre de l'île. Avec la création progressive des cinq paroisses urbaines actuelles de la ville d'Angra, elle perd toute sa partie rurale et est réduite à un petit territoire dans la partie centrale de la ville, constituant son centre historique, auquel s'ajoute la péninsule de Monte Brasil.
L'ensemble de son territoire fait partie des limites légales de la ville, étant entièrement inclus dans la zone classée d'intérêt public de la ville d'Angra do Heroísmo et dans la zone classée au patrimoine mondial de l'UNESCO.

## Étymologie
Le nom de « Sé » provient de la cathédrale d'Angra, construite au centre de la paroisse.

## Démographie
En 2021, la ville recense 928 habitants.